# Torneo di Wimbledon 2012 - Doppio femminile in carrozzina
Esther Vergeer e Sharon Walraven erano del detentrici del titolo, ma hanno partecipano in coppia rispettivamente con Marjolein Buis e Annick Sevenans e sono state eliminate entrambe in semifinale.
Jiske Griffioen e Aniek van Koot hanno sconfitto in finale Lucy Shuker e Jordanne Whiley per 6-1, 6-2.

## Teste di serie
1. Marjolein Buis /  Esther Vergeer (semifinale)
2. Annick Sevenans /  Sharon Walraven (semifinale)

## Tabellone

### Legenda
| - Q = Qualificato - WC = Wild card - LL = Lucky loser | - ALT = Alternate - SE = Special Exempt - PR = Protected Ranking | - w/o = Walkover - r = Ritirato - d = Squalificato |

### Finali
|  | Semifinali | Semifinali                      | Semifinali                      | Semifinali | Semifinali |  |  | Finale                          | Finale                          | Finale                          | Finale | Finale |  |
|  |            |                                 |                                 |            |            |  |  |                                 |                                 |                                 |        |        |  |
|  | 1          | Marjolein Buis Esther Vergeer   | 6                               | 3          | 4          |  |  |                                 |                                 |                                 |        |        |  |
|  |            | Jiske Griffioen Aniek van Koot  | 3                               | 6          | 6          |  |  | Jiske Griffioen Aniek van Koot  | Jiske Griffioen Aniek van Koot  | Jiske Griffioen Aniek van Koot  | 6      | 6      |  |
|  |            | Lucy Shuker Jordanne Whiley     | Lucy Shuker Jordanne Whiley     | 7          | 6          |  |  | Lucy Shuker Jordanne Whiley     | Lucy Shuker Jordanne Whiley     | Lucy Shuker Jordanne Whiley     | 1      | 2      |  |
|  | 2          | Annick Sevenans Sharon Walraven | Annick Sevenans Sharon Walraven | 65         | 3          |  |  |                                 |                                 |                                 |        |        |  |
|  |            |                                 |                                 |            |            |  |  |                                 |                                 |                                 |        |        |  |
|  |            |                                 |                                 |            |            |  |  | Finale 3º posto                 |                                 |                                 |        |        |  |
|  |            |                                 |                                 |            |            |  |  |                                 |                                 |                                 |        |        |  |
|  |            |                                 |                                 |            |            |  |  | Marjolein Buis Esther Vergeer   | Marjolein Buis Esther Vergeer   | Marjolein Buis Esther Vergeer   | 6      | 6      |  |
|  |            |                                 |                                 |            |            |  |  | Annick Sevenans Sharon Walraven | Annick Sevenans Sharon Walraven | Annick Sevenans Sharon Walraven | 1      | 1      |  |